# Rifugio Ernesto Tazzetti
Il rifugio Ernesto Tazzetti è un rifugio situato nel comune di Usseglio (TO), in Valle di Viù, nelle Alpi Graie, a 2.642 m s.l.m. Costituisce un punto di appoggio utile per tutti gli alpinisti (o pellegrini) che vogliono scalare il Rocciamelone seguendo un percorso alpinistico moderatamente difficile e alternativo rispetto alla facile escursione della via normale dal versante della Valsusa.

## Storia
Il Club alpino italiano di Torino, intorno al 1910, incaricò la guida alpina di Usseglio Pietro Re Fiorentin di sovrintendere, insieme al presidente Luigi Cibrario, alla costruzione di un rifugio alpino alla base del Rocciamelone.
Il luogo scelto per la costruzione fu uno spalto erboso - opportunamente spianato dallo stesso Re Fiorentin - a circa 2.650 m di quota, nei pressi del ghiacciaio Founs d'Rumour. Il primo nome assegnato al rifugio fu proprio Founs d'Rumour (lett. "le fonti del rumore" ovvero presso le sorgenti del Rio Rumour, affluente del torrente immissario nel lago di Malciaussia).
I progettisti furono due soci del CAI di Torino, Alberto Girola e Giovanni Bobba. Essi fecero arrivare 96 quintali di larice d'America a Lanzo Torinese su treno, poi il materiale da costruzione viaggiò su carri fino a Margone e quindi a dorso di mulo fino alla frazione Malciaussià (attualmente sommersa da un lago artificiale ad uso idroelettrico). Nel tratto finale (oltre 2 ore e mezza di cammino) il materiale dovette essere portato a spalle.
Il rifugio venne inaugurato il 13 luglio 1912 e costò in totale al CAI di Torino oltre 3.300 lire tra spianamento, costruzione, trasporto e arredamento.
Il fabbricato originario, come detto, era stato costruito in legname ed era composto da un unico piano di 6 metri per 3 più un sottotetto con funzione di dormitorio. Nel piano terra erano presenti solamente due locali: quello più "vasto" fungeva sia da ingresso che da refettorio e dormitorio degli alpinisti (ammassati su reti metalliche), il locale più piccolo invece serviva al custode come cucina e dormitorio personale. A causa dei forti venti che costantemente spirano sulla zona si resero presto necessari due interventi strutturali: l'ancoraggio alla roccia tramite tiranti e il rivestimento in lamiera metallica di tutte le pareti della costruzione.
Dal 1933 il rifugio Founs d'Rumour porta il nome del medico ed alpinista Ernesto Tazzetti, morto tragicamente sei anni prima (luglio 1927) a causa di un incidente sulla parete nord della Torre d'Ovarda, montagna situata anch'essa nelle Valli di Lanzo. Grazie alle sostanziose offerte della famiglia Tazzetti il rifugio, su progetto dell'Ing. Giulio Apollonio, poté essere ampliato con l'aggiunta di un nuovo locale sul lato nord.

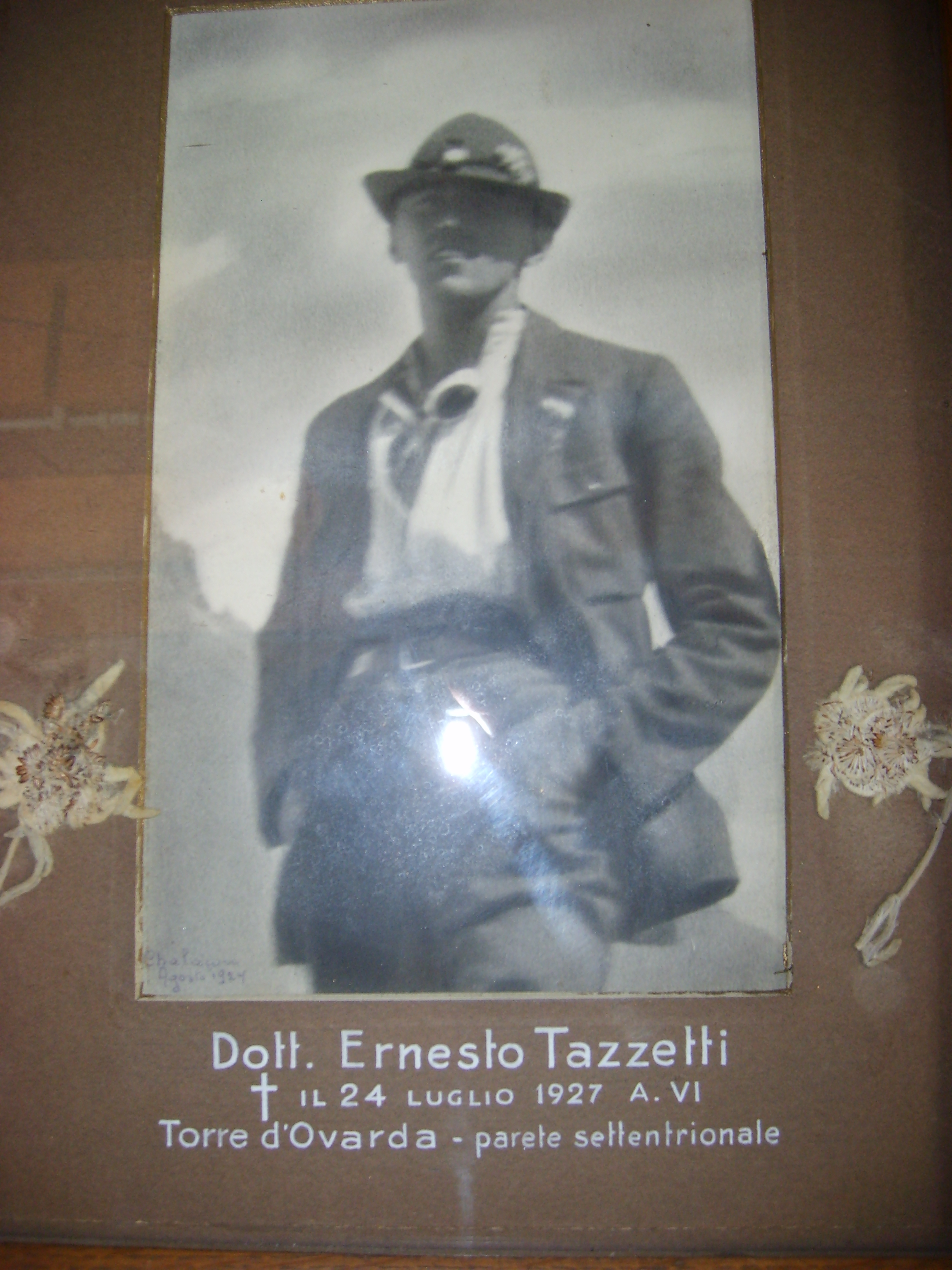
Fotografia di Ernesto Tazzetti

Il rifugio è passato in gestione alla Sottosezione di Chieri del Cai a partire dal 1980. Nel 1982, su spinta dell'allora presidente della Sottosezione di Chieri Ernesto Bigliardi, venne accorpato un prefabbricato in muratura con funzione di nuovo dormitorio che poteva accogliere 30 persone. Negli ultimi anni parallelamente con l'esplodere del fenomeno dell'escursionismo di massa si è provveduto a inserire una serie di migliorìe tra cui il telefono, il completo rifacimento del tetto e delle pareti esterne, la nuova sala da pranzo dall'ampia vetrata e i pannelli fotovoltaici per l'impianto di illuminazione.

## Caratteristiche e informazioni
Il rifugio Tazzetti sorge su una spianata che si distende al di sotto del Colle della Resta, denominata Founs d'Rumour che domina dall'alto la conca di Malciaussià alla testata della Valle di Viù.
Ha una capienza di 42 posti letto e dispone di un locale invernale sempre aperto separato dal dormitorio in cui trovano collocazione 6 posti letto. Nei mesi di giugno (seconda metà del mese) e settembre è aperto solo durante i fine settimana mentre da metà luglio all'ultima domenica di agosto lo è in modo continuativo.

## Accessi
L'accesso avviene normalmente dalla valle di Viù. Superato l'abitato di Usseglio si arriva al lago di Malciaussia (1.805 m).
Costeggiato il lato nord del lago si imbocca il sentiero evidenziato dal segnavia E. P. T. 111. Oltrepassate le baite cosiddette di Pietramorta si scende e si attraversa il torrente immissario del lago Malciaussià. Arrivati a una diramazione si prende a destra e si prosegue lungo la sponda destra idrografica del vallone scavato dal torrente immissario. Dopo essere saliti fino alla base della cresta che porta in cima a I Brillet (3.044 m) si raggiunge in diagonale la piccola gola dove scorre il Rio Rumour. Ci si porta sulla sponda opposta e si risale la balza erbosa sulla quale sorge il rifugio. Il rifugio è raggiungibile in circa 3 ore di facile escursionismo, superando un dislivello altimetrico pari a 837 metri.

## Ascensioni

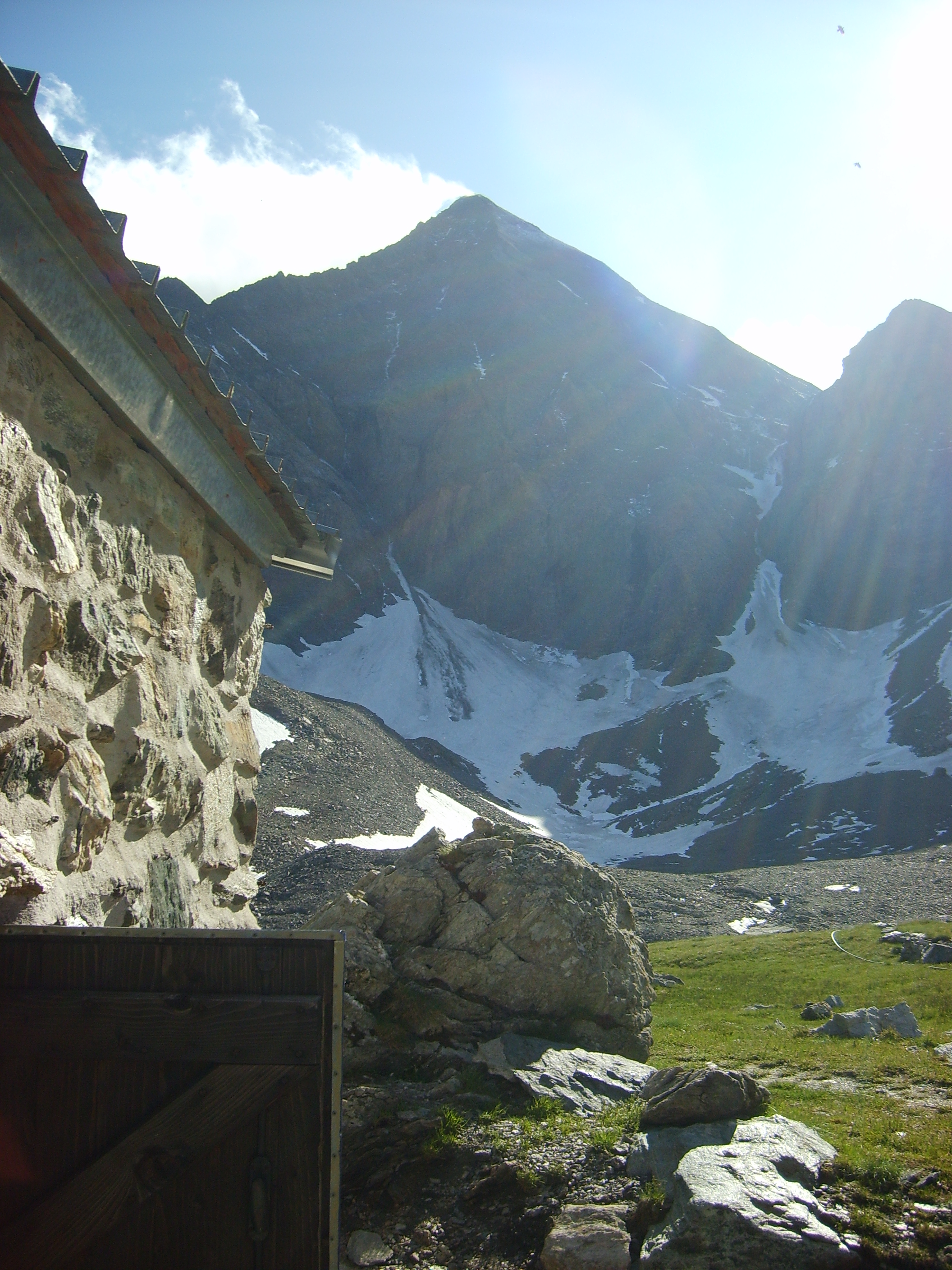
Il Rocciamelone (parete NE) visto dal rifugio Tazzetti

- Rocciamelone - 3.538 m: dal rifugio per sentiero in direzione nord e attraverso passaggi tra roccette si giunge al Colle della Resta, poi si scende nel Ghiacciaio del Rocciamelone (essenziali i ramponi) e si giunge ai piedi della cresta NO del Rocciamelone, che viene rimontata fino alle rocce rotte della vetta. Dal rifugio sono necessarie circa 3 ore e il percorso è classificato di difficoltà F (alpinismo facile).
- Pointe du Ribon - 3.527 m: situata in territorio francese oltre il Colle della Resta.

## Traversate
- Rifugio Luigi Cibrario - 2.616 m attraverso il col Sulé
- Rifugio Cà d'Asti passando per la vetta del Rocciamelone
- Rifugio dell'Averole attraverso il colle dell'Autaret